# Nicolas Grundmann
Nicolas Grundmann (* 16. Februar 1977 in Hamburg) ist ein deutscher Basketballfunktionär und ehemaliger -spieler.

## Laufbahn
Grundmann spielte in der Jugend der BG ’89 Rotenburg/Scheeßel, wurde mit den Niedersachsen deutscher Jugendmeister und schaffte Anfang der 1990er Jahre den Sprung in die deutsche Junioren-Nationalmannschaft. Von 1996 bis 2003 gehörte der 1,87 Meter große Flügelspieler zum Aufgebot des Zweitligisten Wolfenbüttel. In dieser Zeit absolvierte er neben der Basketball-Karriere an der Fachhochschule Braunschweig/Wolfenbüttel ein Studium im Fach Sportmanagement, welches er als Diplom-Kaufmann abschloss.
Nach dem Ende seiner Spielerzeit im Jahr 2003 übernahm Grundmann das Amt des Geschäftsführers der Arbeitsgemeinschaft 2. Basketball-Bundesliga und war ab 2010 Geschäftsführer der neugegründeten Betreibergesellschaft der 2. Basketball-Bundesliga. Diesen Posten hatte er bis Ende Juni 2013 inne. Im Sommer 2014 wurde er Geschäftsführer der Herzöge Wolfenbüttel und wechselte nach einem Jahr zum Bundesligisten Basketball Löwen Braunschweig, wo er die Stelle als Assistent der Geschäftsführung mit den Arbeitsschwerpunkten Marketing und Sponsoring antrat. In diesem Amt wurde ihm auch die Koordination der Zusammenarbeit zwischen den Löwen und Herzögen übertragen, sodass er trotz seines offiziellen Wechsels nach Braunschweig neben seinen Aufgaben bei den Basketball Löwen weiterhin als Bundesligabeauftragter der Herzöge ebenfalls für Wolfenbüttel tätig war.